# Oenoptila expulsaria
Oenoptila expulsaria är en fjärilsart som beskrevs av Walker 1860. Oenoptila expulsaria ingår i släktet Oenoptila och familjen mätare. Inga underarter finns listade i Catalogue of Life.